# 龚选登
龚选登（1899年—1939年3月），中华民国军事人物，陆军76师参谋长，军衔为陆军少将，1939年3月在南昌会战中阵亡。

## 生平
1899年，龚选登出生在海南省琼海县（今琼海市）九曲江乡沙美村的一个农民家庭，10岁丧父，由母亲养大。1916年，龚选登考入乐会县高等小学，但是仅读两年就因家境贫寒辍学，村民惜其才华，将他聘为村学校教员，后升为校长。
1927年3月，龚选登投笔从戎，前往广州报考黄埔军校，成为黄埔军校第六期第一总队步兵第一大队第一中队学生。1929年3月，在经历了两年的艰苦训练后，龚选登以优异成绩从军校毕业，进入南京国民政府参谋本部任职 。1932年，龚选登被调往国民革命军野战军第76师，1936年升为团长。七七事变后，龚选登时任国民革命军第11军团第79军第76师少将参谋长。1937年10月中旬，第76师被派遣到淞沪战场上，编为左翼作战军，龚选登辅助师长王凌云与日军血战半个月，但是部队也伤亡过半，11月8日，第76师奉命弃守阵地。
1939年3月，日军集结10万大军在飞机重炮的掩护下挥师南昌，76师从浙江昌化（今昌化镇）开赴前线参加南昌会战，彼时龚选登的妻子正身怀六甲，劝说其留家，不参与此次战役，但是龚选登还是义无反顾的诀别妻子，离开了家。76师奉命驻守在修水河南岸阻击日军。面对强敌，龚选登前往前线指挥作战，日军飞机凭借空中优势对国军阵地进行低空轰炸扫射，龚选登不幸中弹阵亡，壮烈殉国，时年40岁。

## 身后
1946年，国民政府追赠龚选登为陆军少将，并给予烈属抚恤。1987年，上海市人民政府批准追认龚选登将军为革命烈士，并经民政部核准颁发《革命烈士证明书》，其子女享受“革命烈士家属”优抚。1988年清明节，海南省琼海市政府和人民群众及烈士遗属在龚选登故乡举行“龚选登烈士纪念碑”竖立仪式。 

## 家庭
- 第一任妻子：姓名未知，北伐战争时生下一儿一女，因病夭折。1930年10月，又生一子龚正勋。
- 第二任妻子：段伟秀。1933年与龚选登在南京结婚，1935年生女龚德贞，1938年因战乱把女儿送进浙江省天台慈幼院。1939年怀孕生下龚选登的遗腹子龚德明。龚选登死后嫁给浙江李姓商人。[2]